# Aleksander Janusz Zasławski
Pour les articles homonymes, voir Zasławski.
Aleksander Janusz Zasławski (1650-1682) prince polonais, 4e ordynat d'Ostroh, il est le dernier représentant mâle de la famille Ostrogski.

## Sources
- (en) Cet article est partiellement ou en totalité issu de l’article de Wikipédia en anglais intitulé « Aleksander Janusz Zasławski » (voir la liste des auteurs).